# 腎血漿流量
腎血漿流量（じんけっしょうりゅうりょう、英: renal plasma flow: RPF）とは単位時間当たりの腎臓を流れる血漿量であり、一般にパラアミノ馬尿酸クリアランス試験によって評価される。パラアミノ馬尿酸は糸球体で濾過され、尿細管で分泌されるが、再吸収はされない物質であり、血液が腎臓を通過することによりその90%が尿中に排出される。すなわち、尿中に排出されたパラアミノ馬尿酸の量とRPFの90%に含まれるパラアミノ馬尿酸の量は等しくなる。血液の55%は血漿であることからRPFを0.55で割れば腎血液量を求めることができる。RPFは糸球体濾過量とともに腎機能検査に利用される。一般的に、RPFの正常値は500～600mL/minである。